# Pseudobithynia
Pseudobithynia is een geslacht van weekdieren uit de klasse van de Gastropoda (slakken).

## Soorten
- Pseudobithynia badiella (Küster, 1853)
- Pseudobithynia euboeensis Glöer, Falniowski & Pesic, 2010
- Pseudobithynia gittenbergeri Glöer & Maassen, 2009
- Pseudobithynia hamicensis (Pallary, 1939)
- Pseudobithynia hemmeni Glöer & Maassen, 2009
- Pseudobithynia irana Glöer & Pešić, 2006
- Pseudobithynia renei (Letourneux, 1887)
- Pseudobithynia saulcyi (Bourguignat, 1853)
- Pseudobithynia yildirimi Odabaşi, Kebapçi & Akbulut, 2013
- Pseudobithynia zagrosia Glöer & Pešić, 2009
- Pseudobithynia zogari Glöer, Falniowski & Pešić, 2010